# Charlene Almarvez
Charlene Louise Alagon Almarvez est une mannequin et reine de beauté philippine née le 25 janvier 1993 à Laguna. 